# María de la Consolación Azlor
María de la Consolación Azlor, född 1775, död 1814, var en spansk grevinna. Hon blev berömd och hyllad som patriot då hon under kriget mot Napoleon kvarblev i Zaragoza under stadens belägring och organiserade ett frivilligförbund av kvinnor kallat Cuerpo de Amazonas för att bistå soldaterna.